# Sydfyrling
Sydfyrling eller vattenkrassula (Crassula helmsii) är en fetbladsväxtart som först beskrevs av Thomas Kirk, och fick sitt nu gällande namn av Alwin Berger. Sydfyrling ingår i släktet krassulor och familjen fetbladsväxter.

## Spridning
Sydfyrling är eller riskerar att bli en invasiv art i Sverige enligt Naturvårdsverket, även om den idag inte har stor spridning i naturen. Den är inte förbjuden enligt EU:s lista över invasiva arter. Arten har påträffats flera gånger i Sverige, först i en dagvattendamm i Helsingborg 2016.
Den är ett stort problem i Storbritannien, där den har förekommit i naturen sedan 1956, och på Irland där den har observerats i naturen sedan 1985. Det är den första art som har bannlysts i handeln i Storbritannien. Det är ett verkningslöst förbud eftersom den har spridit sig till hela landet och inte går att utrota. Den säljs till trädgårdsdammar som vattenkrassula i Danmark, Norge och Sverige utan restriktioner eller krav på information om hur lätt den sprids med små växtfragment. Den har spridit sig ut i naturen på Själland.